# 新ピタゴラス主義
- 新ピタゴラス主義
- 新ピュタゴラス主義

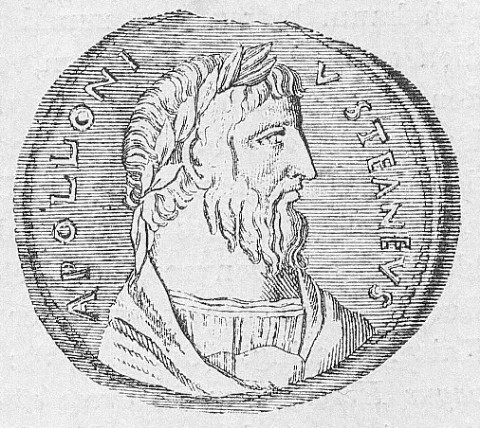
テュアナのアポロニオス。ナザレのイエスと同時代の奇跡行者としても知られる。

新ピタゴラス主義 (英語: Neo-Pythagoreanism) または新ピタゴラス派 (英語: Neo-Pythagoreans) は、前1世紀から後2世紀のローマ哲学において、前6世紀のピタゴラスを信奉した学派・思潮を指す。前4世紀に衰退したピタゴラス主義（ピタゴラス教団）の再興にあたるが、同様の教団組織や地理的中心はもたなかった。同時代の中期プラトン主義と一部重なり、ともに後3世紀以降の新プラトン主義に引き継がれた。
主な人物に、ニギディウス・フィグルス、テュアナのアポロニオス、偽アルキタス、偽ロクリスのティマイオス、スミュルナのテオン、『黄金の詩』の注釈者アレクサンドリアのエウドロス、ガデイラのモデラトス、ゲラサのニコマコス、アパメアのヌメニオスがいる。

## 概観
新ピタゴラス主義は、古代哲学史研究の開拓者である19世紀ドイツのエドゥアルト・ツェラーの頃から、由来や範囲について諸説あり、明確な定義はない。
前4世紀までの「古いピタゴラス主義」（ピタゴラス教団）が、南イタリアのクロトンやタラスを拠点としたのに対し、新ピタゴラス主義は拠点をもたず、ローマやアレクサンドリアなど地中海世界各地で個別的に発生した。
前1世紀、キケロの友人ニギディウス・フィグルスが、ローマでピタゴラス主義を復興させた（キケロ『ティマイオス』ラテン語訳断片）。
後3世紀、ピロストラトスは『テュアナのアポロニオス伝』で、後1世紀に「ピタゴラスの再来」として活動したテュアナのアポロニオスの生涯を描いた。
他の現存する新ピタゴラス主義関係の文献として、ポルピュリオス『ピタゴラス伝』、イアンブリコス『ピタゴラス伝』、ディオゲネス・ラエルティオス『ギリシア哲学者列伝』第8巻の『ピタゴラス伝』、ゲラサのニコマコス『数論入門』、スミュルナのテオン『プラトンを読むための数学的事項に関する解説』、アレクサンドリアのヒエロクレス『黄金の詩注釈』などがある。アルキタスやロクリスのティマイオスに帰されるドーリス方言文献群は、実際は新ピタゴラス派の著作と推定される。

## 特徴
新ピタゴラス主義の特徴として、ピタゴラス主義の「万物の原理は数である」という教説を発展させて宇宙・人間・神を論じたこと、それを実践に応用したこと、数秘術・占い・魔術・神託などいわゆるオカルトを扱ったこと、などが挙げられる。
ポルピュリオスやイアンブリコスの各『ピタゴラス伝』は、単なる伝記でなく、ピタゴラスの生き方（ビオス βίος）を理想視する聖人伝として書かれた。伝記の中では、ピタゴラスは名指しでなく「あの方」と呼ばれて神格化され、「彼自身が言った」（「子曰く」とも訳し得る）が格言的に使われた。

## 他派との関係
新ピタゴラス主義はプラトン主義と部分的に重なる。もともと、プラトン対話篇の多くにはピタゴラス派の教説が反映されている。このことから、「プラトンの不文の教説」として、プラトンはピタゴラスを祖述しているのだと古くから解釈された。とりわけ、アレクサンドリアのエウドロス、ガデイラのモデラトス、スミュルナのテオン、アパメアのヌメニオスは、新ピタゴラス主義と中期プラトン主義の両方に属する。ヌメニオス以後、新ピタゴラス主義は新プラトン主義に吸収された。上記のポルピュリオス、イアンブリコス、アレクサンドリアのヒエロクレスは、新ピタゴラス主義に属さず新プラトン主義に属する。
セネカの友人ソティオンが属したセクスティウス派は、ストア派と新ピタゴラス派の折衷的な自制生活を送った。キュニコス派のペレグリノスは、キュニコス派・ストア派・新ピタゴラス派の折衷的思想を説いた。天文学者のプトレマイオスは、ピタゴラス主義を批判的に継承して自説を構築した。

## 後世の受容
後世では、主に新プラトン主義者が、新ピタゴラス主義の学説・文献を受容した。とくにルネサンス期の人文主義者が、イアンブリコスや偽ロクリスのティマイオスの著作を受容した。また、テュアナのアポロニオスはナザレのイエスと共通点が多いことから、キリスト教批判者にしばしば着目された。

### 原典文献
- イアンブリコス『ピュタゴラス伝』佐藤義尚訳、国文社〈叢書アレクサンドリア図書館〉、2000年 ISBN 9784772003988
  - ポルピュリオス『ピュタゴラス伝』を併録。
- イアンブリコス『ピタゴラス的生き方』水地宗明訳、京都大学学術出版会〈西洋古典叢書〉、2011年 ISBN 9784876981908
  - フォティオス『ビブリオテーケー』所収の要約「ピタゴラスの生涯」を併録。
- ピロストラトス『テュアナのアポロニオス伝 1』秦剛平訳、京都大学学術出版会〈西洋古典叢書〉、2010年。ISBN 978-4876981854（2巻未刊）
- ポルピュリオス『ピタゴラスの生涯 付録:黄金の詩』水地宗明訳、晃洋書房、2007年。ISBN 978-4771018921
- ポルピュリオス『ピタゴラス伝 / マルケラへの手紙 / ガウロス宛書簡』山田道夫訳、京都大学学術出版会〈西洋古典叢書〉、2021年 ISBN 9784814002832